# Pamendanga laestrygon
Pamendanga laestrygon är en insektsart som beskrevs av Ronald Gordon Fennah 1958. Pamendanga laestrygon ingår i släktet Pamendanga och familjen Derbidae. Inga underarter finns listade i Catalogue of Life.